# Вера Ацева
Вера Ацева (нар. 24 листопада 1919, Прілеп — пом. 10 листопада 2006, Скоп'є) — державна діячка, учасниця Другої світової війни в Югославії, національна героїня.

## Біографія
Вера Ацева народилася 24 листопада 1919 року в Прілепі. Недовчившись в гімназії через бідність, вона пішла працювати. Працювала в тютюновій промисловості.
У 16 років брала участь в робітничому русі країни. На початку 1940 років стала членкинею Союзу комуністів Югославії. У вересні того ж року на провінційній конференції партії було обрано членкинею Македонського Регіонального комітету Союзу комуністів Югославії. З вересня 1940 року по листопад 1941 року вона займала посаду секретаря місцевого комітету в Прилепі.

## Роки Другої світової війни в Югославії
У роки Другої світової війни Ацева була організаторкою Прілепського партизанського загону. З початку 1942 року вона працювала в Союзі комуністів Югославії в Скоп'є, а потім партійною інструкторкою в Струміце, Бітоле і Стіпе. У серпні 1943 року вона зайняла посаду комісара загону, а з 11 листопада 1943 року, коли був сформований перший македонський загін у Косово — політпрацівниці. Там вона працювала по січень 1944 до обрання на посаду політичного секретаря Третього і Четвертого райкомів Союзу комуністів Македонії. У серпні 1944 року вона брала участь у першій сесії Антифашистських зборів народного визволення Македонії, на якому обиралася до президії.

## Повоєнні роки
Після звільнення країни Ацева працювала на керівних посадах. У 1948 році вона була мером міста Скоп'є. На V з'їзді Комуністичної партії Югославії в липні 1948 року обрана в ЦК Союзу комуністів Югославії. У березні 1949 року, в роки створення уряду Народної Республіки Македонії, її було обрано міністеркою сільського господарства. Вона була також членкинею федеральної виконавчої ради, членкинею парламенту Народної Республіки Македонії кількох скликань.
У 1960 році Ацева вступила в конфлікт з тодішнім секретарем ЦК Компартії Македонії Лазарем Колішевським, звинувативши його в прийнятті рішень спільно з Віде Смілевским — Бато, ігноруючи при цьому думку виконавчого комітету Союзу комуністів Македонії. 18 жовтня 1960 року Ранкович приїхав з Белграда на партійні збори і встав на сторону Колішевського. Ацева була змушена відступити і перейшла на партійну роботу до Белграду.
У 1991 році вона опублікувала книгу «Лист Светозара Вікмановіка».
Померла Вера Ацева 10 листопада 2006 року в Скоп'є.

## Нагороди
- Орден народного героя
- Орден «За заслуги перед народом»
- Орден Братства та єдності
- Орден «За хоробрість»
- Орден партизанської слави (1941)